# Alquerías del Niño Perdido
Alquerías del Niño Perdido (hiszp. wym. [al.keˈɾi.as del ˌni.ɲo peɾˈdi.do]), Les Alqueries (kat. wym. [lez al.keˈɾi.es]) – gmina w Hiszpanii, w prowincji Castellón, w Walencji, o powierzchni 12,61 km². W 2018 roku gmina liczyła 4460 mieszkańców.